# 绝对色彩空间
绝对色彩空间就是不依赖任何外部因素就可以准确表示颜色的色彩空间。
L*a*b*就是一种绝对色彩空间。每一组L*a*b* 值就定义了一个精确的颜色，尽管这是一个抽象值，但是如果在精确的显示设备以及合适的观察条件下，看起来就同所期望的一模一样。
另外一种相反的非绝对色彩空间例子有RGB色彩模型。RGB模型通过红色、绿色与蓝色的混合生成各种颜色，但是这些颜色不是标准、精确的定义。在两个不同的计算机显示器或者其它的RGB设备上，同一RGB图像可能会看起来大不相同。
我们可以将L*a*b* 看作是一种颜色，而RGB　则是表示它的方法；RGB混合在一起得到的结果取决于所用成分的不同。
通过精确定义各种成分，可以将非绝对色彩空间表示为绝对色彩空间。例如，如果显示器上的红色、绿色与蓝色以及显示器的其它特性可以精确地进行测量，那么显示器上的RGB值就可以看作是绝对的。
将RGB转换成绝对色彩的一种方法是定义一个International Color Consortium包含RGB属性的色彩配置文件。这种方法不是唯一的一种表示绝对颜色的方法，但却是业界标准的方法。广为采纳的RGB颜色配置文件包括SRGB色彩空间以及Adobe RGB 色彩空间。在图形或者文档添加ICC色彩配置文件的过程也称为色彩标记过程，通过这个过程就将图形或者文档中的色彩就具有了绝对的含义。

## 转换
通常一种绝对色彩可以转换到另外一种绝对色彩，反过来也是这样。但是，每个色彩空间都有自己的色域，变换位于色域之外的颜色可能会产生错误的结果。另外可能还会有舍入误差，尤其是当用8位表示一种颜色成份时更是这样。8位可以表示256种不同的数值，这是表示各种颜色成分通常采用的精度。
另外需要注意的是绝对颜色定义了查看颜色所需的环境条件。在不同的自然或者人造光照条件下，同一颜色看起来也会有所不同。专业人员进行色彩匹配时候需要在有标准光照的观察房中进行。
在有些特殊场合，非绝对色彩空间之间的转换也有精确的规则。例如HSL色彩空间就定义为RGB的映射。尽管它们都不是绝对色彩空间，但是二者之间的转换需要保持同样的颜色。然而，通常两个非绝对色彩空间之间的转换（如RGB到CMYK）或者绝对色彩空间与非绝对色彩空间之间的转换（如RGB到L*a*b*）尽管也可以用公式得到大致相等的结果，但其实概念上是没什么意义的。

## 其它的绝对色彩空间
另外一种定义绝对色彩空间的方法是许多消费者都熟悉的选择油漆、颜料、织物等物品时所用的色卡。这是双方达成共识的一种方法。另外一种更加标准化的方法是彩通私有的绝对色彩定义方法，它包括商用打印机配制特定颜色墨水所需要的色卡及配方。